# 1682 Karel
1682 Karel este un asteroid din centura principală, descoperit pe 2 august 1949, de Karl Reinmuth.

## Denumirea asteroidului
Asteroidul a primit numele lui Karel van Houten, fiul astronomilor olandezi Cornelis Johannes van Houten și Ingrid van Houten-Groeneveld.

## Caracteristici
1682 Karel prezintă o orbită caracterizată de o semiaxă majoră egală cu 2,2389651 u.a. și de o excentricitate de 0,1912142, înclinată cu 4,02774° față de ecliptică.